# Cantone di La Presqu'île
Il Cantone di La Presqu'île è una divisione amministrativa dell'arrondissement di Bordeaux.
È stato costituito a seguito della riforma approvata con decreto del 20 febbraio 2014, che ha avuto attuazione dopo le elezioni dipartimentali del 2015.

## Composizione
Comprende i 9 comuni di:
- Ambarès-et-Lagrave
- Ambès
- Beychac-et-Caillau
- Carbon-Blanc
- Saint-Loubès
- Saint-Louis-de-Montferrand
- Saint-Sulpice-et-Cameyrac
- Saint-Vincent-de-Paul
- Sainte-Eulalie